# Grad Rochester
Rochestrski grad so ruševine gradu na obrežju reke Medway v Rochestru v Kentu v Veliki Britaniji. Ruševine so kulturni spomenik I. razreda in zaščitene kot spomenik. Grad je med najbolj impresivnimi in najbolje ohranjenimi primeri normanske vojaške arhitekture v Angliji. Strateško pomemben grad je imel v spopadih med prvimi srednjeveškimi kralji in plemstvom velik pomen. 
Zgrajen je bil zaradi zaščite prehoda čez reko in vzpostavitev kraljeve ladjedelnice v Chathamu. Bil je priča začetka dolgega obdobja nadvlade kraljeve mornarice (Royal Navy).

## Zgodovina
Natančen izvor gradu ni znan. Verjetno je bil prvi kraljevi grad utrdba iz zemlje in lesa, zgrajen na škofijski zemlji v jugozahodnem kotu utrjenega mesta Rochester kmalu po normanski osvojitvi Anglije. V Domesday Book je bil prvič omenjen leta 1066.

### Obleganje leta 1088
V uporu leta 1088 proti novemu kralju Viljemu II. je kralj osvojil bližnji grad Tonbridge. Tam je izvedel, da je škof Odo iz Bayeuxa, vodja upornikov, potoval iz Rochestra v Pevensey, grad Roberta  Mortaina. Kralj se je hitro odzval in ujel oba svoja strica, Roberta in Oda. Odo je prisegel, da bo premaknil posadko iz rochestrskega gradu, kralj je tja poslal majhno posadko. Ko je meščane Rochestra prosil, naj odprejo vrata, je grajska posadka na konjih napadla in premagala kraljeve vojake in odvlekla osvobojenega škofa Oda zmagoslavno v mesto. Razjarjeni kralj je takoj začel oblegati Rochester. Maja 1088 je zgradil dva oblegovalna gradova, ki sta ogradila ceste za dostop v mesto. Po več tednih obleganja se je posadka s škofom Odom predala Evstachu iz Boulogne in Robertu iz Bellêma. Upornikom je bilo dovoljeno zapustiti Anglijo skupaj s konji in orožjem, vendar so izgubili svoje angleške posesti in naslove. 

### Gradnja kamnite trdnjave
Po osvojitvi je kralj Viljem II. naročil škofu Gundulfu iz Rochestra, naj zgradi grad kot novo kamnito utrdbo. Gundulf je uporabil dele obzidja iz rimskega obdobja. Leta 1127 je kralj Henrik I. prevzel grad Viljema de Corbeila, canterburyjskega nadškofa. Nadškof je prejel podporo za razširitev gradu in začel graditi velik bivalno-obrambni grad (angl. keep). Grad je ostal v 12. stoletju v skrbništvu nadškofije Canterbury, ki ga je upravljala za kralje in dograjevala.

### Obleganje 1215
Poraz v bitki pri Bouvinesu julija 1214 je zaznamoval konec ambicij kralja Ivana, da bi zavzel Normandijo in poslabšal razmere v Angliji. Skupina baronov je odpovedala svoje fevdalne vezi s kraljem maja 1215 in so zajeli London, Lincoln in Exeter.
Ko je jeseni leta 1215, kljub temu da je kralj Ivan Brez dežele priznal  Magno Carto, prišlo do dodatnih napetosti med upornimi baroni in kraljem, so sile upornikov v napadu iz Londona konec septembra ali v začetku oktobra zasedle grad. Takratni stražnik Reginald iz Cornhilla, do tedaj zvest privrženec kralja Ivana, jim je odprl vrata.
Kralj Ivan je bil septembra 1215 v Dovru, kjer je pričakoval tuje plačance kot pomoč za svojo vojsko. Ko je izvedel za zasedbo gradu, se je takoj preselil z majhno silo v Rochester in v začetku oktobra začel oblegati grad. Prvič so kraljevi vojaki napadli stari most čez Medway, vendar so se razbežali. V napadu 11. oktobra so se uporniki umaknili v grad. 12. oktobra so kraljeve čete zasedle most čez Medway in ga uničile, zato je bil grad odrezan od okrepitev iz Londona. Kralj Ivan je začel ostro oblegati grad, ki ga je vodil od jugozahoda iz gričevja Boley Hill. Kraljeve čete so hitro zajele podgradje in začele bombardirati bivalno-obrambni grad.
Sile baronov iz Londona, ki jih je vodil Robert FitzWalter, so poskušale 26. oktobra doseči Rochester, vendar so se umaknile v Dartford pred premočnimi kraljevimi vojaki. Posadka gradu je imela le skromne zaloge, d'Aubigne je zato ranjene ali bolne člane garnizije poslal iz gradu.  Domnevno jim je dal kralj Ivan odsekati roke in noge.  Mogočni grad je ubranil vse kraljeve napade. 25. novembra je ukazal pravni svetovalec Hubert de Burgh prinesti 40 mastnih prašičev. Odprtina na koncu tunela je bila napolnjena z mastnimi prašiči kot vžigalno gorivo. Leseni nosilci predora so zgoreli, nakar je jugovzhodni vogal stolpa gradu propadel. Branilci so se umaknili na severni del in nadaljevali svoj odpor. Ker pa niso imeli dovolj zalog, so se 30. novembra predali.
Besen kralj je sprva želel, naj vse viteze in barone obesijo. Njegov plačanec, vodja Savary de Mauléon, ga je odvrnil od te namere, ker se je bal povračilnih ukrepov upornikov, ki so zajeli kraljevo posadko. Ujete viteze, tudi Cornhilla in d'Aubigna, so zaprli v grad Corfe v grofiji Dorset. Izredna silovitost obleganja in osvojitev takrat drugega največjega gradu v Kentu je šokirala mnoge opazovalce in uničila zaupanje v stabilnost utrdb številnih gradov.  Vendar pa je osvojitev gradu ostala samo ena faza kraljeve zmage. Decembra je s svojo vojsko odšel v severno Anglijo in na Škotsko. Ko je maja 1216 francoski princ Ludvik pristal z vojsko v Angliji, je zasedel grad. Šele po pogodbi iz Lambetha septembra 1217 je grad dobil nazaj kralj Henrik III.
Obleganje in zavzetje gradu leta 1215 sta eno najznamenitejših obleganj v angleški zgodovini. Bistveno je prispeval k razširjanju podobe gradov kot zadnjega zatočišča branilcev. 

### Obleganje leta 1264
Pod kraljem Henrikom III. so med letoma 1221 in 1231 grad obnovili. Med njegovim vladanjem je kraljevi dvor večkrat bival v Rochestru, zato so novo veliko dvorano in druge stanovanjske objekte postavili na dvorišču. Med drugo vojno baronov je bil grad spet oblegan, tokrat so ga oblegali uporniški baroni. Kraljevo posadko so vodili Constable Roger iz Leybourna in John de Warenne, 6. grof Surreyja, John FitzAlan in kraljev nečak Henrik Almain. Obleganje se je začelo 17. aprila 1264, ko je Gilbert de Clare, 6. grof Hertfordski, korakal iz svojega gradu Tonbridge proti Rochestru in ga napadel z jugozahodne smeri. Simon de Montfort, 6. grof Leicestrski, podprt z de Clarejevo vojsko, je napadel mesto od severa prek mostu čez Medway.
Prva dva Montfortova napada so odbili, tretji poskus njegovih čet je prišel 18. aprila, ko so napadli pod krinko dima iz lubja. Hkrati je napadel de Clares z juga, ki je bil prav tako uspešen, tako da sta se Montfort in de Clare srečala v mestu. Vojska upornikov je ropala mesto, prebivalce, ki so se zatekli v stolnico, so umorili vojaki. Naslednji dan je upornikom uspelo osvojiti grajsko dvorišče, tako da je kraljeva posadka pobegnila v bivalno-obrambni grad. Po premoru ob velikonočni nedelji so na velikonočni ponedeljek začeli napad z oblegovalnimi napravami in bombardirali grad cel teden. Verjetno so oblegovalci začeli po zgledu kralja Ivana spodkopavati grad, saj obstreljevanje ni zaleglo. Ko so uporniki ugotovili, da kralj Henrik III. s sinom Edvardom  in močno vojsko napreduje, so prekinili obleganje. Le čez nekaj tednov po porazu kralja v bitki pri kraju Lewes, se je posadka vrnila.
Manj znano obleganje leta 1264 je zelo dobro dokumentirano. Poleg sodobnih kronik so dokazi tudi za nabavo hrane.

### Grad v poznem srednjem veku
Škoda iz leta 1264 je imela trajen vpliv. Velike dvorane in kraljevskih apartmajev niso obnovili in začelo se je počasno propadanje gradu. Leta 1281 so ruševine požganih stavb popolnoma porušili. Leta 1314 je bila nekaj časa v gradu zaprta Elizabeta de Burgh, druga žena škotskega kralja Roberta I. in hči Richarda Oga de Burgha, mogočnega grofa Ulstra in tesnega prijatelja kralj Edvarda I. Leta 1363 je bil grad tako močno zanemarjen, da se je kralj Edvard III. odločil za večje prenove objekta. Med letoma 1367 in 1370 je bil grad obnovljen in zgrajena sta bila dva stolpa na vzhodnem delu obzidja. Med letoma 1383 in 1393 je bil zgrajen nov kamnit most čez Medway. Kralj Rihard II. je  na severozahodnem delu gradu zgradil bastijon, da bi zavaroval most.

### Propad v zgodnjem novem veku
Še posebej je bila nesrečna zgodovina gradu med 15. in 17. stoletjem. Grad je izgubil svoj vojaški pomen in začel propadati. Leta 1599 je kraljica Elizabeta I. dovolila rušenje delov obzidja in z materialom ojačala grad Upnor. Leta 1610 je kralj Jakob I. grad prodal siru Anthonyju Weldonu. Leta 1621 je bil bivalno-obramni del gradu nazadnje uporabljen za pogajanja za kazensko sodišče. V primerjavi z mnogimi drugimi gradovi je imel grad v Rochestru v angleški državljanski vojni večji vojaški pomen in se je zato izognil rušenju po vojni. Verjetno se je obdržal do pred letom 1660, ko ga je uničil požar, čeprav ni nobenih dokazov za to. Ko je Samuel Pepys leta 1665 obiskal grad, ga je opisal kot propadajoč in uničen.

### Ruševine v 18. stoletju
Ruševine bivalno-obrambnega gradu so bile v 18. stoletju zelo privlačne za mnoge slikarje. Leta 1870 ga je zakupilo mesto Rochester in leta 1884 kupilo od njegovega nekdanjega lastnika, grofa Jerseyja. V prvem dvorišču je bil urejen javni park, ustvarili so grajske vrtove. Do leta 1904 so bile ruševine obnovljene. Leta 1965 je ministrstvo za delo prevzelo upravljanje gradu, ki je bilo leta 1984 določeno kot angleška dediščina. Od leta 1995 ga je upravljalo mesto Rochester, od 1998 pa okrožje Medway.

## Lega
Grad leži na desnem, vzhodnem bregu reke Medway, kjer je že v rimskem obdobju Watling Street prečkala reko. Grad je bil zgrajen jugozahodno od nekdanjega utrjenega rimskega mesta Rochester. Vzhodno od gradu je bila v poznem 11. stoletju zgrajena rochestrska stolnica. Bližina gradu in stolnice v Rochestru je močan simbol sožitja plemstva ali kralja in cerkve, dveh stebrov srednjeveške družbe. Tak dogovor je še vedno mogoče najti v drugih angleških mestih, še posebej v Lincolnu, pa tudi v drugih evropskih državah.

## Opis
Nepravilna površina je bila obdana z obzidjem, v katerem je bil tudi bivalno-obrambni grad (keep). Ta je stal na jugovzhodnem vogalu podgradja. Na jugu, nasproti vzhodnega srednjeveškega mesta je bil dolg jarek, zahodna stran je bila zaščitena z reko. Na severu območja je bil most čez reko. Glavni dostop do gradu je s severovzhoda. Dvorišče je bilo do zdaj le delno arheološko raziskano. To je še posebej na vzhodni strani verjetno le nekaj metrov nad rimskim nivojem in zgodnjim anglosaškim mestom. Verjetno so pod obzidjem normanskega gradu ostanki anglosaškega naselja iz prednormanskega obdobja. Do zdaj še niso našli dokazov o prvem gradu iz 11. stoletja, tako da je to območje verjetno prekrito z obzidjem.
Dolgo časa se je domnevalo, da so zemeljska dela iz Boley Hilla jugozahodno od gradu prva lokacija gradu in tudi dokazi o utrdbi iz obdobja napadov Vikingov iz 9. stoletja. Vendar pa so bila leta 1970 na dvorišču izkopavanja, ki so pokazala, da je bil prvi normanski grad zgrajen že na sedanji lokaciji. Ali je Boley Hill predhodnik obzidja iz 11. stoletja ali celo prej, uporaben do 13. stoletja kot zunanje dvorišče, je še vedno sporno. Globok jarek in zid na južni strani sta bila uporabljena v 13. in 14. stoletju kot utrdba za zaščito južnega dostopa do mesta Rochester.

### Obzidje
Območje gradu je obdajalo obzidje, ki je na vzhodni in zahodni strani še vedno ohranjeno. Ob zahodnem zidu so tudi deli iz leta 1088, zgrajeni pod škofom Gundulfom, kot prva kamnita utrdba. Del zunanje stene meji tudi na enega od zidov dvonadstropne stanovanjske zgradbe kralja Henrika III. iz 1220-ih. Pod Henrikom III. so zgradili tudi okrogli stolp ob jugovzhodnem stanovanjsko-obrambnem gradu. Dva pravokotna stolpa sta bila zgrajena za okrepitev gradu v 1370-ih na vzhodnem delu obzidja. Ruševine stolpa v D-obliki na severozahodnem delu gradu segajo v 1380-ta.

### Grajski vrtovi
Grajski vrtovi zasedajo celotno območje nekdanjega podgradja. Dostop do severovzhoda leži v bližini mesta srednjeveških glavnih vrat gradu. Danes jih sestavlja predvsem ravna travnata površina, ki je bila ustvarjena namesto podrobnejših vrtov viktorijanske dobe. Čeprav so številni objekti omejeni na dvorišče, srednjeveške natančne lokacije danes niso znane. Dvorišče je bilo včasih razdeljeno v smeri vzhod–zahod z zidom v večji in manjši severni oziroma južni del. Zahodnega poteka tega zidu še ni bilo mogoče rekonstruirati.

### Bivalno-obrambni grad
Ohranjen bivalno-obrambni grad je arhitekturna mojstrovina. Z 38 metri višine je najvišji ohranjen v Evropi in je bil gotovo med najvišjimi evropskimi grajskimi stolpi v tistem času. Že v današnjih poročilih so ga občudovali kot izjemno zgradbo. Zunanje stene stolpa imajo približno kvadratni tloris s stranico, dolgo 21 m, in največjo debelino 3,6 m.  Zunanje stene so v glavnem iz nepravilnih kamnov iz apnenca (kentski ragstone), vogali in okenski okvirji so bile zgrajeni iz skrbno klesanega caenskega kamna iz Normandije. Čeprav so mnoge okenske odprtine zdaj uničene, je očitno, da so bila okna v zgornjih nadstropjih urejena z večjimi in okrasnimi kamni. Grad ima štiri vogalne stolpe, od katerih je jugovzhodni v primerjavi s kvadratnimi stolpi na drugih vogalih okrogel. Obnovljen je bil po uničenju leta 1215 v 1220-ih. Dostop do gradu je v prvem nadstropju s pravokotno verando na severni strani. Na zunanje stopnišče se je prišlo skozi vrata v veži, zavarovana z dvižnimi vrati, ki so vodila v glavni del gradu.
Uničenje notranjosti stolpa v 17. stoletju je bilo veliko, saj je grad brez strehe propadal. Z vmesno steno je bil notranje razdeljen na dve polovici, na vmesni steni je bil tudi vodnjak, tako da je bil stolp samooskrben z vodo. Luknje za tramove kažejo položaje nekdanjih medetažnih stropov, v zunanjih stenah pa so še vedno prepoznavni okna, kamini in latrine. Severovzhodni in jugozahodni vogalni stolp imata spiralno stopnišče, ki je povezalo posamezna nadstropja.
Grad je nekoč imel štiri nadstropja. V kleti so bili prostori za shranjevanje in skladiščenje, v prvem nadstropju sta bili dve sobi, verjetno za nastanitev posadke. V drugem nadstropju so bili glavni bivalni prostori. To glavno nadstropje je bilo razdeljeno z elegantno arkado z okroglimi stebri in okraski iz kamna. Podobno kot grad Hedingham ali grad Norwich so v tem nadstropju ob zunanjem zidu galerije. Deluje višje kot na drugih straneh, tako da je verjetno na tem mestu v jugovzhodnem vogalu stal dvignjen oder za kraljevo mizo. Na severni steni je bila kapelica, ki je bila okrašena s freskami. Arhitekturni okras na tem nadstropju je podoben kot v takratnih stolnicah ali samostanih, kar kljub delnemu uničenju kaže, da so bili lahko celo normanski gradovi elegantno opremljeni. V zgornjem nadstropju so bili verjetno kraljevi bivalni prostori. Na strehi je bila obrambna ploščad.